# Samsung Intensity II
El Samsung SCH-U460 es un teléfono móvil de mensajería de texto con control deslizante lateral desarrollado por Samsung. Fue lanzado el 29 de julio de 2010 en Verizon Wireless. También hay un modelo más nuevo de este teléfono llamado Samsung Intensity 3 (SCH-U485). Es el modelo actual de la serie.

## Características
Las características del SCH-U460 incluyen: un teclado QWERTY, Bluetooth, reproductor de MP3, SMS y una cámara MP, mensajería instantánea móvil (IM) y correo electrónico. No tiene cámara de video. El teléfono también tiene una ranura para tarjeta Micro SD a la que se puede acceder desde el lateral. El teléfono también tiene un puerto USB en su costado que se puede usar con el cargador que se incluye con el teléfono.